# Auschwitz (bande dessinée)
Pour les articles homonymes, voir Auschwitz (homonymie).
Auschwitz est une bande dessinée documentaire de Pascal Croci publiée en 2000 aux Éditions du Masque. L'ouvrage est en noir et blanc. Ce récit, directement inspiré des témoignages des survivants du camp d'Auschwitz-Birkenau, raconte le quotidien d'un camp d'extermination.

## Synopsis
En ex-Yougoslavie, le vieux Kazik et sa femme se souviennent du camp de concentration d'Auschwitz et ils commencent à raconter leur histoire… En mars 1944, ils découvrent que la barbarie revêt une forme humaine en la personne du bourreau nazi. De là se déroule l'histoire au jour le jour des déportés entassés dans le camp d'extermination.

## Accueil critique
Sur Actua BD, François Peneaud rapporte que : « Malgré les bonnes intentions de l’auteur, son travail fut critiqué, y compris par les témoins qu’il a interrogés ». En 2001, l'ouvrage reçoit le prix jeunesse de l’Assemblée nationale.